# Еві Домінікович
Еві Домінікович (англ. Evie Dominikovic; нар. 29 травня 1980) — колишня австралійська тенісистка.
Найвищу одиночну позицію світового рейтингу — 64 місце досягла 10 вересня 2001, парну — 52 місце — 5 серпня 2002 року.
Здобула 12 одиночних та 1 парний титул.
Найвищим досягненням на турнірах Великого шолома було 3 коло в одиночному та парному розрядах.
Завершила кар'єру 2007 року.

## Фінали турнірів WTA

### Парний розряд: 2 (1–1)
| Перемога – Легенда            |
| ----------------------------- |
| Турніри Великого шолома (0–0) |
| Tier I (0–0)                  |
| Tier II (0–0)                 |
| Tier III, IV & V (1–1)        |

| Результат | Дата     | Турнір                                 | Покриття | Партнерка          | Суперниці                    | Рахунок       |
| --------- | -------- | -------------------------------------- | -------- | ------------------ | ---------------------------- | ------------- |
| Перемога  | Вер 2001 | Commonwealth Bank Tennis Classic, Балі | Тверде   | Тамарін Танасугарн | Джанет Лі Вінне Пракуся      | 7–6(7–1), 6–4 |
| Поразка   | Жов 2001 | China Open, Шанхай                     | Тверде   | Тамарін Танасугарн | Ленка Немечкова Лізель Губер | 6–0, 7–5      |

## Фінали ITF
| турніри $100,000 |
| турніри $75,000  |
| турніри $50,000  |
| турніри $25,000  |
| турніри $10,000  |

### Одиночний розряд: 20 (12–8)
| Результат | Ранг | Дата              | Турнір                        | Покриття   | Суперниця               | Рахунок            |
| --------- | ---- | ----------------- | ----------------------------- | ---------- | ----------------------- | ------------------ |
| Поразка   | 1.   | 9 грудня 1996     | ITF Сенкчуері-Коув, Австралія | Тверде     | Аннабел Еллвуд          | 6–3, 6–3           |
| Поразка   | 2.   | 10 березня 1997   | ITF Канберра, Австралія       | Трава      | Джейн Тейлор            | 5–7, 6–4, 4–6      |
| Перемога  | 1.   | 24 березня 1997   | ITF Корова, Австралія         | Трава      | Джейн Тейлор            | 6–4, 6–2           |
| Поразка   | 3.   | 21 квітня 1997    | ITF Делбі, Австралія          | Тверде     | Нанні де Вільєрс        | 5–7, 6–7           |
| Перемога  | 2.   | 28 квітня 1997    | ITF Куралбін, Австралія       | Тверде     | Нанні де Вільєрс        | 6–2, 6–4           |
| Перемога  | 3.   | 14 березня 1999   | ITF Біль, Швейцарія           | Тверде (i) | Любомира Бачева         | 6–4, 6–7(2), 6–2   |
| Поразка   | 4.   | 16 жовтня 2000    | ITF Брисбен, Австралія        | Тверде     | Рейчел Макквіллан       | 4–5, 2–4, 4–2, 2–4 |
| Перемога  | 4.   | 23 жовтня 2000    | ITF Делбі, Австралія          | Тверде     | Рейчел Макквіллан       | 6–2, 7–5           |
| Перемога  | 5.   | 30 жовтня 2000    | ITF Голд-Кост, Австралія      | Тверде     | Рейчел Макквіллан       | 6–2, 6–4           |
| Перемога  | 6.   | 13 листопада 2000 | ITF Порт-Пірі, Австралія      | Тверде     | Крістіна Вілер          | 6–4, 6–4           |
| Перемога  | 7.   | 3 грудня 2000     | ITF Маунт-Гамбір, Австралія   | Тверде     | Рейчел Макквіллан       | 6–2, 6–1           |
| Перемога  | 8.   | 21 жовтня 2002    | ITF Рокгемптон, Австралія     | Тверде     | Саманта Стосур          | 6–1, 6–3           |
| Поразка   | 5.   | 28 жовтня 2002    | ITF Делбі, Австралія          | Тверде     | Рейчел Макквіллан       | 4–6, 7–6, 5–7      |
| Поразка   | 6.   | 17 листопада 2002 | ITF Порт-Пірі, Австралія      | Тверде     | Наталі Грандін          | 3–6, 2–6           |
| Поразка   | 7.   | 19 липня 2004     | ITF Ле-Контамін, Франція      | Тверде     | Гана Шромова            | 4–6, 1–6           |
| Поразка   | 8.   | 27 вересня 2004   | ITF Канберра, Австралія       | Ґрунт      | Джеслін Г'юїтт          | 6–1, 3–6, 5–7      |
| Перемога  | 9.   | 11 жовтня 2004    | ITF Рокгемптон, Австралія     | Тверде     | Суніта Рао              | 6–0, 2–0 ret.      |
| Перемога  | 10.  | 18 жовтня 2004    | ITF Маккай, Австралія         | Тверде     | Суніта Рао              | 7–5, 6–3           |
| Перемога  | 11.  | 15 листопада 2004 | ITF Нуріоотпа, Австралія      | Тверде     | Чо Юн Чон               | 6–4, 5–7, 6–4      |
| Перемога  | 12.  | 22 листопада 2004 | ITF Маунт-Гамбір, Австралія   | Тверде     | Чо Юн Джон (тенісистка) | 7–5, 6–3           |

### Парний розряд: 28 (15–13)
| Результат | Ранг | Дата              | Турнір                           | Покриття | Партнерка               | Суперниці                         | Рахунок          |
| --------- | ---- | ----------------- | -------------------------------- | -------- | ----------------------- | --------------------------------- | ---------------- |
| Поразка   | 1.   | 24 березня 1997   | ITF Воррнамбул, Австралія        | Трава    | Аманда Грем             | Лорна Вудрофф Джоан Ворд          | 6–4, 4–6, 2–6    |
| Поразка   | 2.   | 11 жовтня 1998    | ITF Саґа, Японія                 | Трава    | Бріанн Стюарт           | Кетрін Берклей Алісія Молік       | 6–7(3), 4–6      |
| Перемога  | 1.   | 8 травня 1999     | ITF Афіни, Греція                | Ґрунт    | Бріанн Стюарт           | Суріна Де Беер Магда Міхалаке     | 7–5, 6–4         |
| Поразка   | 3.   | 27 червня 1999    | ITF Велп, Нідерланди             | Ґрунт    | Йоланда Менс            | Наташа Ґалауза Каталін Мішкольці  | 3–6, 5–7         |
| Перемога  | 2.   | 28 лютого 2000    | ITF Бендіго, Австралія           | Тверде   | Аманда Грем             | Труді Мусгрейв Бріанн Стюарт      | 6–4, 6–1         |
| Поразка   | 4.   | 23 квітня 2000    | ITF Фресно, США                  | Тверде   | Аманда Грем             | Рейчел Макквіллан Ліза Макші      | 4–6, 4–6         |
| Поразка   | 5.   | 30 квітня 2000    | ITF Сарасота, США                | Тверде   | Аманда Грем             | Сандра Качіч Меган Шонессі        | 4–6, 2–6         |
| Перемога  | 3.   | 17 липня 2000     | ITF Мава, США                    | Тверде   | Нірупама Санджив        | Ліза Макші Ірина Селютіна         | 6–4, 6–4         |
| Поразка   | 6.   | 3 грудня 2000     | ITF Маунт-Гамбір, Австралія      | Тверде   | Аманда Грем             | Нанні де Вільєрс Аннабел Еллвуд   | 2–6, 2–6         |
| Поразка   | 7.   | 10 грудня 2000    | ITF Порт-Пірі, Австралія         | Тверде   | Аманда Грем             | Нанні де Вільєрс Аннабел Еллвуд   | 6–3, 2–6, 4–6    |
| Перемога  | 4.   | 19 листопада 2001 | ITF Нуріоотпа, Австралія         | Тверде   | Саманта Стосур          | Кетрін Берклей Крістіна Вілер     | 6–1, 6–7(5), 6–4 |
| Перемога  | 5.   | 26 листопада 2001 | ITF Маунт-Гамбір, Австралія      | Тверде   | Саманта Стосур          | Аманда Грем Сінді Вотсон          | 6–4, 6–4         |
| Перемога  | 6.   | 1 травня 2002     | ITF Ґіфу, Японія                 | Трава    | Чо Юн Чон               | Асагое Сінобу Фудзівара Ріка      | 6–2, 6–2         |
| Перемога  | 7.   | 21 жовтня 2002    | ITF Рокгемптон, Австралія        | Тверде   | Бріанн Стюарт           | Сара Стоун Саманта Стосур         | 7–5, 4–6, 7–5    |
| Поразка   | 8.   | 28 жовтня 2002    | ITF Делбі, Австралія             | Тверде   | Бріанн Стюарт           | Сара Стоун Саманта Стосур         | 3–6, 3–6         |
| Перемога  | 8.   | 18 листопада 2002 | ITF Нуріоотпа, Австралія         | Тверде   | Рейчел Макквіллан       | Аманда Огастус Габріела Ластра    | 7–5, 6–3         |
| Перемога  | 9.   | 25 листопада 2002 | ITF Маунт-Гамбір, Австралія      | Тверде   | Даніелла Джефлі         | Джейн О'Доног'ю Шанелль Схеперс   | w/o              |
| Перемога  | 10.  | 13 жовтня 2003    | ITF Маккай, Австралія            | Тверде   | Бріанн Стюарт           | Труді Мусгрейв Абігейл Спірс      | w/o              |
| Перемога  | 11.  | 1 листопада 2003  | ITF Делбі, Австралія             | Тверде   | Кейсі Деллаква          | Елізабет Шмідт Анаушкка Ван Ексел | 6–7(8), 6–2, 6–1 |
| Перемога  | 12.  | 30 квітня 2004    | ITF Мостар, Боснія і Герцеговина | Ґрунт    | Надя Павич              | Борка Майсторович Ніка Ожегович   | 6–4, 6–1         |
| Поразка   | 9.   | 24 липня 2004     | ITF Ле-Контамін, Франція         | Тверде   | Ріта Куті-Кіш           | Габріела Хмелінова Каролін Денін  | 4–6, 3–6         |
| Поразка   | 10.  | 26 липня 2004     | ITF Петанж, Люксембург           | Ґрунт    | Гульнара Фаттахетдінова | Ева Фіслова Станіслава Грозенська | 4–6, 3–6         |
| Перемога  | 13.  | 24 вересня 2004   | ITF Канберра, Австралія          | Ґрунт    | Данієла Джефлі          | Мірейлл Діттманн Сінді Вотсон     | 6–3, 6–1         |
| Перемога  | 14.  | 11 жовтня 2004    | ITF Маккай, Австралія            | Тверде   | Данієла Джефлі          | Монік Адамчак Ніколь Кріз         | w/o              |
| Перемога  | 15.  | 18 жовтня 2004    | ITF Рокгемптон, Австралія        | Тверде   | Данієла Джефлі          | Кейсі Деллаква Ніколь Сьюелл      | 7–5, 6–2         |
| Поразка   | 11.  | 8 листопада 2004  | ITF Порт-Пірі, Австралія         | Тверде   | Данієла Джефлі          | Кейсі Деллаква Суніта Рао         | 6–4, 3–6, 6–7(6) |
| Поразка   | 12.  | 15 листопада 2004 | ITF Нуріоотпа, Австралія         | Тверде   | Данієла Джефлі          | Чо Юн Чон Kim Jin-hee             | 5–7, 2–6         |
| Поразка   | 13.  | 9 жовтня 2006     | ITF Мельбурн, Австралія          | Тверде   | Данієла Джефлі          | Кейсі Деллаква Суніта Рао         | 3–6, 2–6         |